# Friedrich Reinitzer

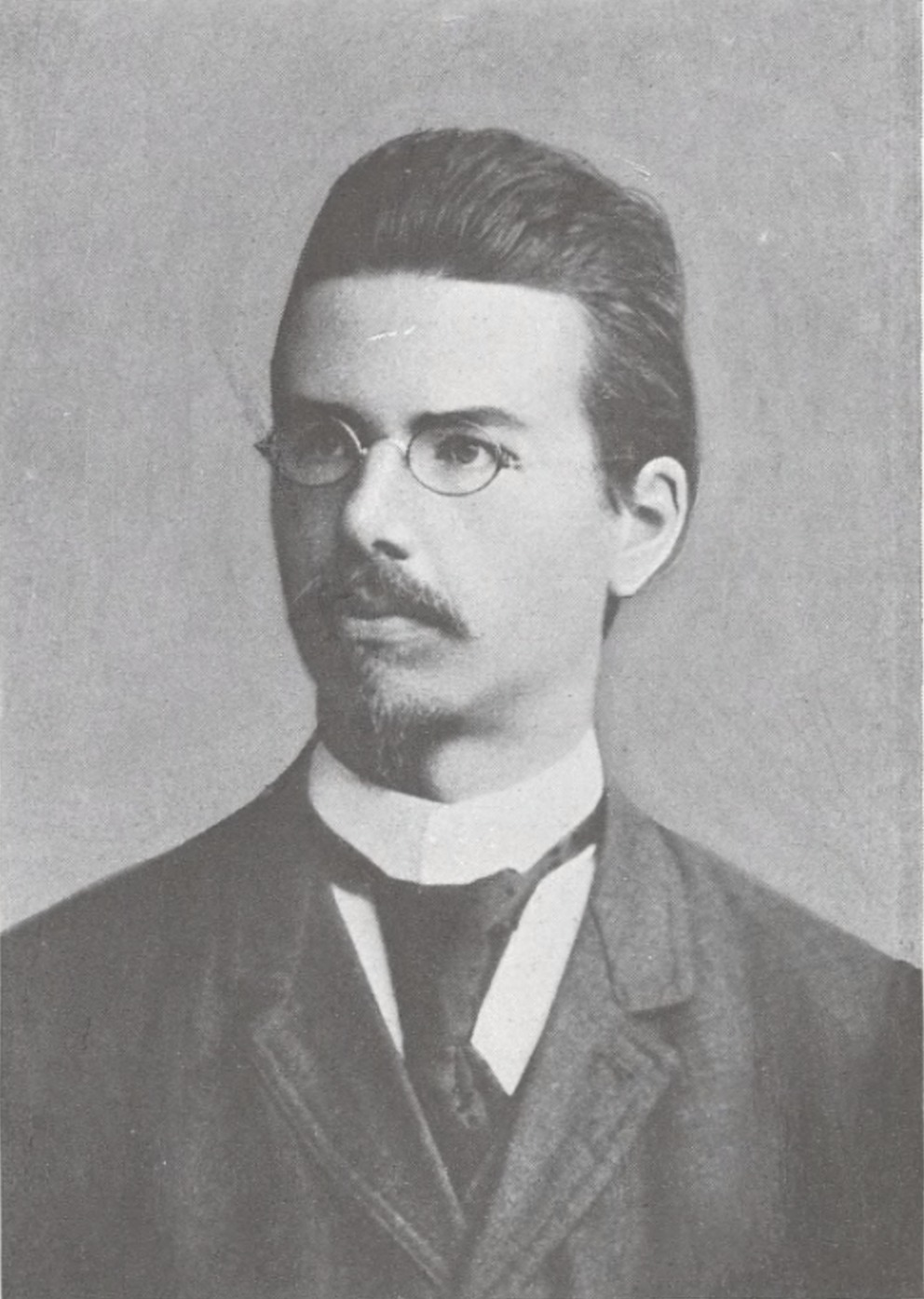
Friedrich Reinitzer (1857-1927)

Friedrich Richard Reinitzer (ur. 25 lutego 1857 w Pradze  – zm. 16 lutego 1927) austriacki botanik i chemik, odkrywca ciekłych kryształów.
W latach 1888–1901 profesor Uniwersytetu w Pradze, następnie profesor Uniwersytetu Graz (w latach 1909/10 Rektor). Odkrył ciekłe kryształy badając benzoesan cholesterylu. Zauważył, że w temperaturze 145 °C związek ten ulega stopieniu, przechodząc w ciecz o dziwnych własnościach, która do temperatury 179 °C pozostaje najpierw mętną mlecznobiałą, a przy dalszym jej ogrzewaniu staje się przeźroczysta. Nazwę ciekły kryształ nadał w dwa lata później fizyk Otto Lehman. 